# Орнитион
Орнитион — в древнегреческой мифологии правитель Коринфа, сын Сизифа от Меропы и отец Фока (по другой версии последний является сыном Посейдона), а также Фоаса. Фоас унаследовал власть в Коринфе. Орнитон имел нескольких братьев.
Согласно схолии на Еврипида, он прибыл из Аонии (не установлено достоверно, означает ли это слово всю Беотию или её часть) и присоединился к народу города Гиамполиса в битве с опунтийскими локрианами за город Дафнус. Опунтийские локриане были восточной частью локриан, племени, имевшего собственный диалект и область расселения, но при этом бывшего частью греческого народа. Так Орнитион заслужил себе царскую власть на поле боя. Он вручил её Фоку, который взял управление колонией (Тифорея) в свои руки и далее занимался её делами, а потом был похоронен там же.
Орнитион же вернулся в Коринф вместе с Фоасом, который позже стал его наследником. При правлении его потомков дорийцы захватили Коринф.
Орнитионом (Орнитом) звали также его внука, сына Фока и, в свою очередь, отца Наубола.